# Piero Martines
Piero Martines (all'anagrafe Pietro Giuseppe Felice Martines) (Perledo, 1º novembre 1896 – Jugoslavia, 2 maggio 1943) è stato un calciatore italiano, di ruolo attaccante.

## Caratteristiche tecniche
Era un attaccante dotato di buona velocità.

## Carriera
Dopo un inizio come ginnasta, passa alla disciplina del calcio grazie all'apertura della sezione calcistica dell'Atalanta, avvenuta nella stagione 1913-1914.
Disputa due campionati con la società bergamasca nel ruolo di ala sinistra, fino all'interruzione delle attività sportive dovuta allo scoppio della prima guerra mondiale.
Al termine delle ostilità riprende a giocare, per poi ritirarsi per motivi di lavoro al termine della stagione 1919-1920.
Muore durante la seconda guerra mondiale in Croazia.